# 거제천
거제천(巨堤川)은 부산광역시의 강으로 수영강의 지류인 온천천으로 흘러드는 강이다. 일부 구간이 복개되었다. 2007년 5월 10일 연제구 거제1동의 한 아파트 주민들은 구청에 공문을 보내 '이 강에서 분뇨덩어리가 계속 떠내려 오고 있으며 적은 양의 비에도 오수가 넘쳐 바로 옆 온천천으로 유입되거나 인근 바닥으로 넘쳐 흘러 악취가 난다"며 하소연했다.